# Paul O'Neill (producer)
Paul O’Neill (New York, 23 februari 1956 – Tampa, 5 april 2017) was een Amerikaans muziekproducent, componist, songwriter, gitarist en schrijver.

## Biografie
Op de highschool speelde O'Neill gitaar in diverse rockbandjes en later, midden jaren 1970, ging hij met de progressieve rockband 'Slowburn' de door Jimi Hendrix bekend geworden 'Electric Ladyland Studio's' in, waar hij uitvoerend producent Dave Wittman ontmoette. Daarna werd hij gitarist in musicalproducties als Jesus Christ Superstar en Hair.
Later kwam O'Neill terecht bij 'Leber-Krebs inc.', dat de carrière van rockbands als Scorpions, AC/DC en Aerosmith in een versnelling bracht.
In de jaren 1980 werd O'Neill een van de grootste rockpromoters in Japan, waar hij in dat decennium alle tours van Madonna en Sting promootte, alsmede een aantal rockfestivals met grote namen als Foreigner, Bon Jovi, Whitesnake en Ronnie James Dio.

## Savatage / Trans-Siberian Orchestra
Vanaf 1986 ging hij fulltime produceren en schrijven en deed dat voor onder andere Savatage, Aerosmith en Badlands. De opera-achtige albums van Savatage inspireerden O'Neill zodanig dat hij het Trans-Siberian Orchestra creëerde, een mix van klassieke muziek, rockmuziek (soms kerstmuziek) en heavy metal. Hij werd producent, songwriter, componist, mede-gitarist en verhalenbedenker van het Trans-Siberian Orchestra met hulp van medeoprichter Jon Oliva en co-producer Robert Kinkel. Ook zingt en speelt O'Neill zelf ook enkele nummers op de albums.
Met zes albums, waaronder een Kerstmistrilogie, groeide het Trans-Siberian Orchestra uit tot een wereldwijd bekend orkest, dat een combinatie van progressieve metal, symfonische metal, kerstmuziek en klassieke muziek brengt.

## Discografie

### Savatage
- Hall of the Mountain King (1987)
- Gutter Ballet (1989)
- Streets: A Rock Opera (1991)
- Edge of Thorns (1993)
- Handful of Rain (1994)
- Japan Live '94 (1994)
- Dead Winter Dead (1995)
- Final Bell / Ghost in the Ruins (1995)
- The Wake of Magellan (1997)
- Poets and Madmen (2001)
- Still The Orchestra Plays (2010)

### Trans-Siberian Orchestra
- Christmas Eve and Other Stories (1996)
- The Christmas Attic (1998)
- Beethoven's Last Night (2000)
- The Lost Christmas Eve (2004)
- Night Castle (2009)
- Letters From the Labyrinth (2015)

- Gemeinsame Normdatei: 134662024
- International Standard Name Identifier: 0000 0000 7263 2083
- Library of Congress Control Number: n87884886
- MusicBrainz: bc67a3f4-21a8-4f02-b6c0-bf540198863b
- Bibliotheek van het Japanse parlement: 00965685
- Nationale Bibliotheek van Tsjechië: xx0120625
- Istituto Centrale per il Catalogo Unico: MILV267691
- Virtual International Authority File: 55678474
- WorldCat: E39PBJbCGjdQJqwkdBPpt7JdQq